# Мошевац (филм)

## Синопсис
Становници села Мошевац код Маглаја сменили су због малверзација локалне функционере и изабрали два младића, Џевада и  Хасана, за руководиоце Месне заједнице. Али бирократија није побеђена, она не признаје демократски изабране омладинце… 